# ポッフェルチェ

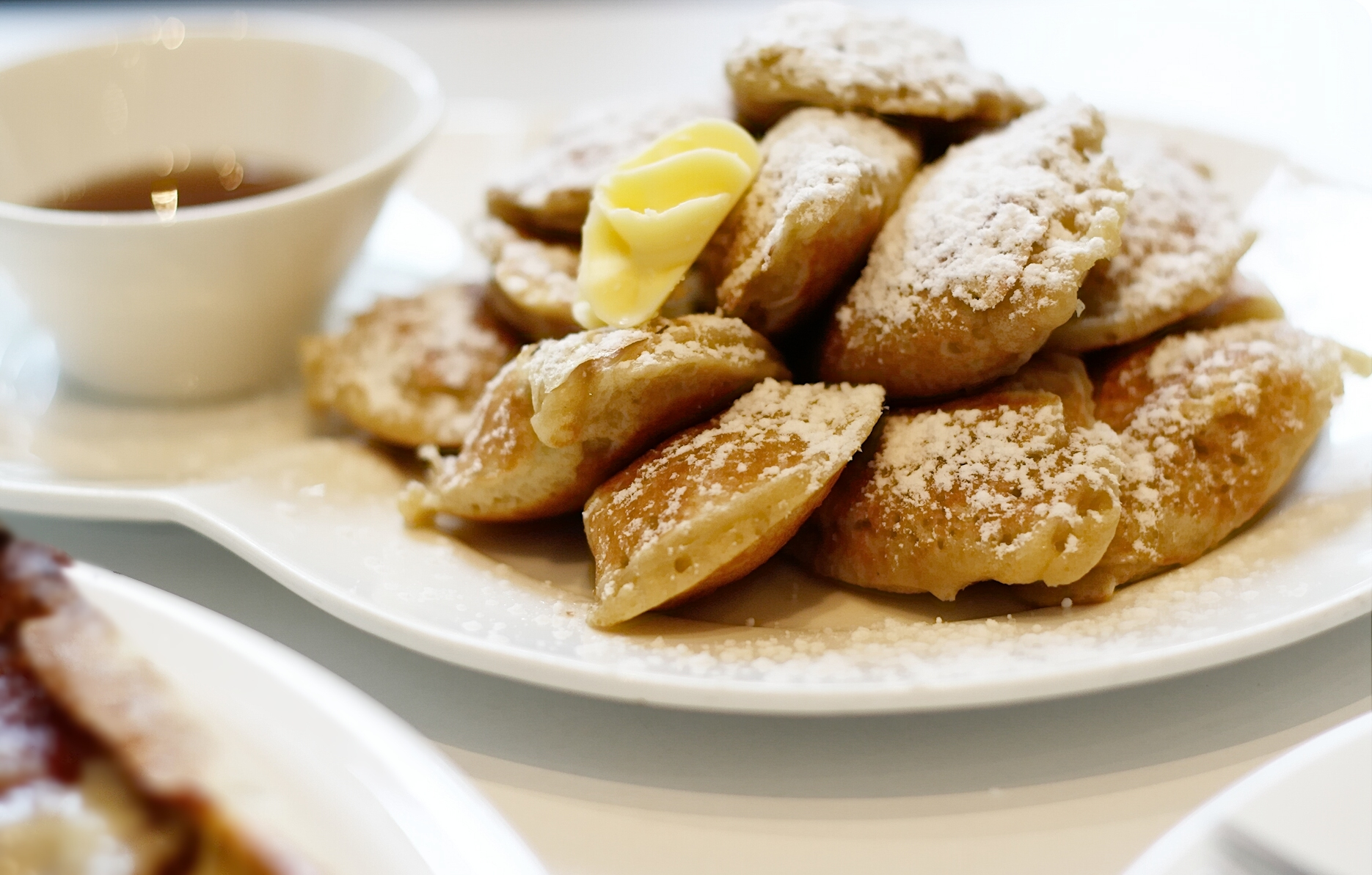
ポッフェルチェ

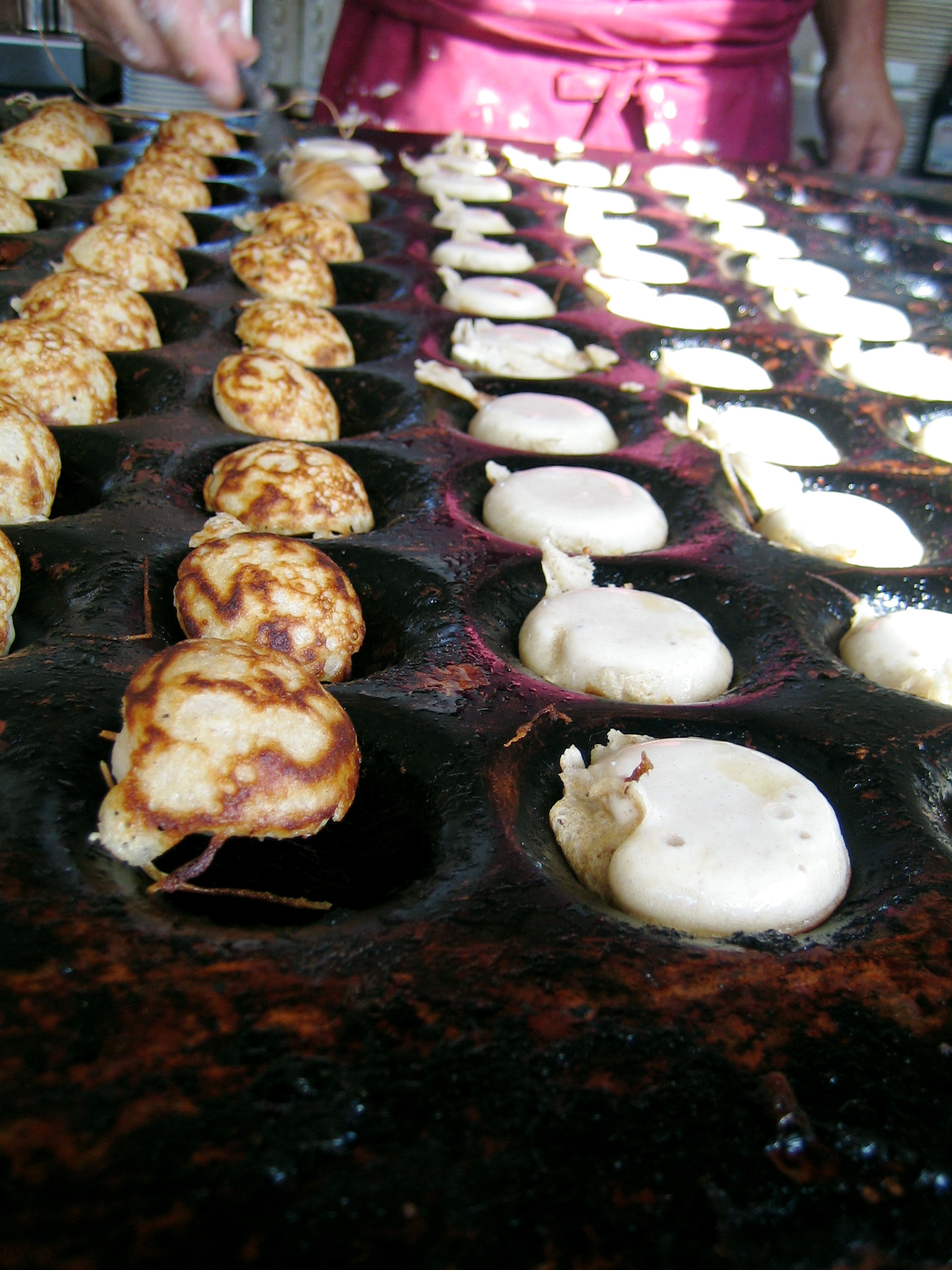
ポッフェルチェを焼く光景

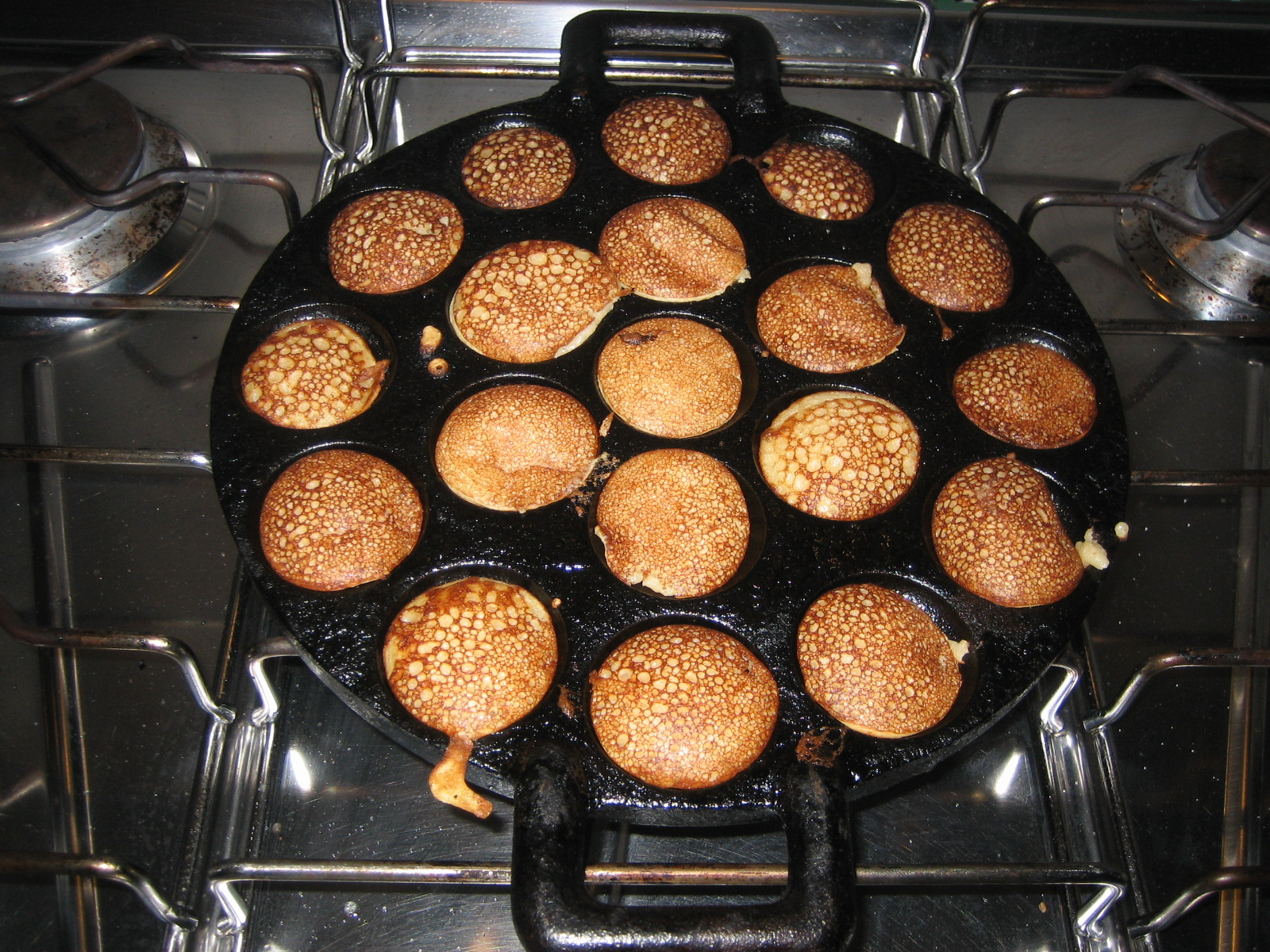
ポッフェルチェを焼く専用の器具

ポッフェルチェ（ポッフェルチェス、ポッフェルチュス、オランダ語: poffertjes）は、パンケーキの一種で、オランダの伝統的な菓子。たこ焼きに似た丸い形をしており一般のパンケーキよりも小さく、小麦粉とそば粉を1対1で混ぜて溶いた生地にイースト菌などを加え発酵させているためパンケーキよりも口当たりが軽い（イーストを入れずに焼く場合もある）。ポッフェルチェは片面が完全に焼きあがる前にひっくり返すため、中も非常に柔らかい。焼いたポッフェルチェには普通砂糖をかけるほか、バターや糖蜜、ホイップクリームなどをかけたり、イチゴを添えることもある。
ポッフェルチェを作るのは難しくないが鋳物や銅でできたたこ焼き機のような特別な調理器具を必要とする。またテフロン加工したアルミ製の器具も売られている。オランダの大きなレストランにはポッフェルチェ用の器具が用意されており、シェフが生地を器具に流し込んで、完全に焼きあがってしまう前に器用にフォークでひっくり返して丸い形にしてゆく。スーパーマーケットにも、ベーキングパウダーなどの膨張剤が入っているポッフェルチェ用の粉も売られており、家庭で卵や牛乳を混ぜるだけで簡単に作ることができる。3月から9月にかけては、オランダ各地にポッフェルチェスを焼く屋台が建ち、1ダース単位で皿に入れて売っている。
ポッフェルチェはフランスの修道院で作られる聖餐用のパン（ホスチア）の一種がもととなった。フランス革命時、小麦粉の不足のために修道士がそば粉でホスチアを焼いたところ、普通よりも密度が高くおいしい味になった。修道士たちはホスチアを市場の商人らに売って物を交換していたが、その味に驚いた商人たちは修道士からレシピを聞いて自らも作るようになり、専用の調理器具も作られオランダにも広まった。ポッフェルチェという名は、これを焼く時に生地から空気が抜ける時の音から名付けられたとされる。